# Canadian Jewish News
Pour les articles homonymes, voir CJN.
Le Canadian Jewish News (CJN) est un hebdomadaire canadien anglophone et francophone qui s'adresse à la communauté juive du Canada. Fondé par M. J. Nurenberger et sa femme Dorothy, son premier numéro paraît le 1er janvier 1960. Il est vendu à Montréal et Toronto, et est également disponible au sein des communautés juives de l'ensemble du Canada. Son tirage est de 32 000 copies.
Le Canadian Jewish News reflète généralement les points de vue et opinions du Congrès juif canadien. Il existe également le magazine de gauche  Outlook (publié six fois par année par United Jewish People de Vancouver) et l'hebdomadaire Jewish Tribune publié par B'nai Brith Canada.
Il cesse de paraître avec un dernier numéro daté du 9 avril 2020.